# Deltics
Deltics è il secondo album in studio del chitarrista britannico Chris Rea, pubblicato nel 1979.

## Tracce
1. Twisted Wheel – 5:15
2. The Things Lovers Should Do – 3:35
3. Dance! (Don't Think) – 3:52
4. Raincoat and a Rose – 4:09
5. Cenotaph/Letter from Amsterdam – 5:49
6. Deltics – 5:28
7. Diamonds – 4:51
8. She Gave It Away – 4:00
9. Don't Want Your Best Friend – 3:44
10. No Qualifications – 2:20
11. Seabird – 2:52